# شانتال فونتين
شانتال فونتين (بالفرنسية: Chantal Dällenbach)‏ (و. 1962  م) هي منافسة ألعاب القوى من فرنسا، وسويسرا، ولدت في سان ديني، شاركت في الألعاب الأولمبية الصيفية 1996.

## روابط خارجية
- شانتال فونتين على موقع الاتحاد الدولي لألعاب القوى (الإنجليزية)
- شانتال فونتين على موقع الاتحاد الفرنسي لألعاب القوى (الفرنسية)
- شانتال فونتين على موقع اللجنة الأولمبية الدولية (الإنجليزية)
- شانتال فونتين على موقع أوليمبيديا (الإنجليزية)